# Пожарки (Гомельская область)
Пожарки (бел. Пажаркі) — деревня в Угловском сельсовете Брагинского района Гомельской области Белоруссии.

## География

### Расположение
В 7 км на север от Брагина, 35 км от железнодорожной станции Хойники (на ветке Василевичи — Хойники от линии Калинковичи — Гомель), 120 км от Гомеля.

## Транспортная сеть
Рядом автодорога Брагин — Хойники.
Планировка состоит из короткой прямолинейной улицы, близкой к меридиональной ориентации. Застроена деревянными домами усадебного типа.

## История
Согласно легенде, поселение основано на пожарище в лесу, чем и объясняется его название. По письменным источникам от пятницы 30.10.1795 года, деревня Пожарки, Речицкого уезда Черниговской губернии. Упоминается в церковных документах 1879 года при пересчёте населённых пунктов Микуличкого православного прихода — церковь Богоявления Господня. Археологами обнаружен курганный могильник X—XII веков (2 км на запад от деревни), что свидетельствует о заселении здешних мест с давних времён.
В 1932 году организован колхоз «Коммунар» Микуличского сельского Совета. В 1959 году составе колхоза «Путь к коммунизму» (центр — деревня Соболи) Брагинского сельского Совета.
До 16 декабря 2009 года в составе Брагинского райсовета.
Решением Гомельского областного Совета депутатов от 01.12.2009 № 276 "Об изменении административно-территориального устройства Брагинского района Гомельской области" деревня Пожарки включена в состав Угловского сельсовета.

## Население

### Численность
- 2004 год — 4 хозяйства, 6 жителей

### Динамика
- 1795 год — 7 дворов,37 жителей, 19 мужчин
- 1850 год — 8 дворов
- 1859 год — 71 житель
- 1866 год — 13 дворов
- 1897 год — 27 дворов, 191 житель (согласно переписи)
- 1909 год — 29 дворов, 247 жителей
- 1926 год — 53 дворов, 270 жителей
- 1931 год — 35 дворов
- 1959 год — 199 жителей (согласно переписи)
- 2002 год — 5 дворов, 8 жителей
- 2004 год — 4 дворов, 6 жителей